# Johannesörtsdvärgmal
Johannesörtsdvärgmal (Ectoedemia septembrella) är en fjärilsart som först beskrevs av Henry Tibbats Stainton 1849.  Johannesörtsdvärgmal ingår i släktet Ectoedemia, och familjen dvärgmalar. Arten är reproducerande i Sverige.

## Bildgalleri

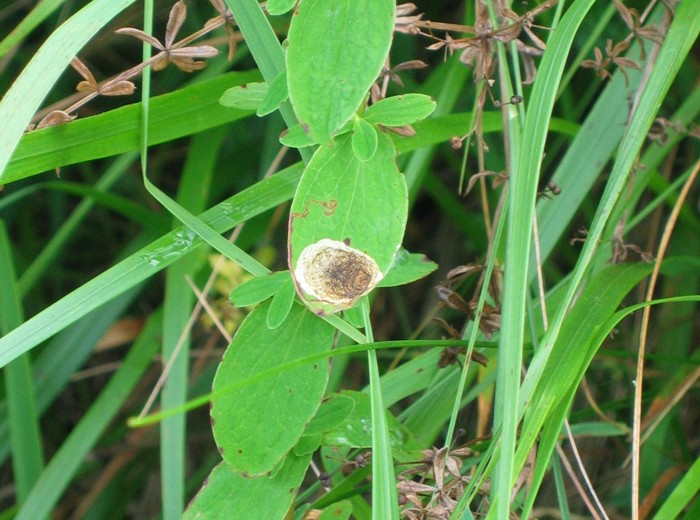